# Jimmy Dunne (futbolista nacido en 1997)
Jimmy Dunne (Dundalk, 19 de octubre de 1997) es un futbolista irlandés que juega en la demarcación de defensa para el Queens Park Rangers FC de la EFL Championship.

## Selección nacional
Tras jugar en las categorías inferiores de la selección, finalmente hizo su debut con la selección de Irlanda el 23 de marzo de 2025 en un encuentro de la Liga de Naciones de la UEFA 2024-25 contra Bulgaria que finalizó con un resultado de 2-1 a favor del combinado irlandés tras un gol de Valentin Antov para Bulgaria, y de Evan Ferguson y Adam Idah para Irlanda.

## Clubes
| Club                            | País       | Año       | Partidos | Goles |
| ------------------------------- | ---------- | --------- | -------- | ----- |
| Barrow AFC (cedido)             | Inglaterra | 2017-2018 | 22       | 2     |
| Accrington Stanley FC (cedido)  | Inglaterra | 2018      | 20       | 0     |
| Heart of Midlothian FC (cedido) | Escocia    | 2018-2019 | 14       | 2     |
| Sunderland AFC (cedido)         | Inglaterra | 2019      | 14       | 1     |
| Fleetwood Town FC (cedido)      | Inglaterra | 2019-2020 | 9        | 1     |
| Burnley FC                      | Inglaterra | 2020-2021 | 7        | 0     |
| Queens Park Rangers FC          | Inglaterra | 2021-     | 163      | 11    |